# جون بار (جندي بريطاني)
جون بار (بالإنجليزية: John Parr )‏ كان أول جندي بريطاني من دول الكومنولث يُقتل في الحرب العالمية الأولى.